# Mikoyan-Gourevitch Ye-150
Les Mikoyan-Gourevitch Ye-150 étaient une série de prototypes d'intercepteurs monoplaces dessinés et construits par Mikoyan-Gourevitch en URSS à partir de 1955. Le projet avait été développé pour répondre à un besoin urgent d'intercepteurs pouvant contrer les bombardiers Convair B-58 Hustler au niveau vitesse (2 000 km/h) et les Lockheed U-2 au niveau altitude (23 000 mètres).

## Conception et développement
La Voyska PVO (Protivo-Vozdushnaya Oborona - forces de défense aérienne) avait besoin d'un intercepteur lourd capable d'intercepter automatiquement (guidage sur cibles par système d'armement intégré) les derniers bombardiers et avions de reconnaissance américains. En réponse, le bureau MiG développa une gamme d'avions de chasse à ailes en flèche de grande envergure, la série I-3 (I-380, I-410 et I-420), suivie par le I-7 et le I-75. La série Ye-150 fut développée à partir de ce dernier. Les exigences dues à la vitesse d'interception supersonique et à la capacité d'emporter des systèmes avioniques lourds en dictèrent la taille. En comparaison, le MiG-21F contemporain (semblable au niveau de la cellule) pesait 4 819 kg et mesurait 15,76 m de long, contre 12 345 kg et 18,14 m pour le Ye-150.
Le MAP (Ministerstvo Aviatsionnoy Promyshlennosti - ministère de l'industrie de l'aviation) ordonna au bureau Mikoyan de construire des prototypes de ces nouveaux intercepteurs pouvant être armés de missiles Grushin K-6, Toropov K-7, Kaliningrad K-8 et Raduga K-9, de roquettes non guidées ou d'un double canon. Le guidage automatique sur cible était fourni par le système d'armes intégré Urugan-5 (Ouragan-5).

## Variantes

### Ye-150
La version initiale armée de missiles, désignée Ye-150, effectua son premier vol le 8 juillet 1960 avec le pilote d'essai Fedotov aux commandes, après de nombreux essais au sol et retards dans la livraison d'un moteur digne de ce nom. Les essais en vol progressèrent lentement, retardés par la durée de vie très courte du moteur Toumanski R-15 (à peine suffisante pour les essais au sol et un unique vol), ainsi que par des problèmes de vibrations d'aileron, de parachute de freinage et de désintégration du boîtier de régulation du moteur. Les 42 essais en vol effectués par le fabricant montrèrent une vitesse ascensionnelle très élevée ainsi qu'une vitesse maximale impressionnante (2 890 km/h à 19 100 m sans mettre les gaz à fond), ainsi qu'une altitude de croisière phénoménale de 21 000 m.
Il n'y aura pas de systèmes d'armes installés sur le Ye-150 et il ne sera pas mis en production, mais le développement continua avec les Ye-151 et Ye-152.

### Ye-151
Le Ye-151, version armée de canons du Ye-150, fut développé en parallèle avec ce dernier mais sans passer par l'étape des essais de matériaux. Le système d'armes était constitué de deux canons Afanasev Makarov AM-23 ou TKB-539 avec une cadence de tir de 2 000 coups/min, montés sur un disque rotatif à 360° et inclinable de ± 30°, ce qui obligea l'installation d'un cône de tir de 60° autour de la bague de montage. Afin d'intégrer cette tourelle, les conduits d'admission d'air furent allongés en intégrant la bague tournante formant ainsi une sorte de lèvre. Des essais en soufflerie confirmèrent que la lèvre d'entrée ainsi rallongée améliorait l'aérodynamique ainsi que les performances au niveau de l'entrée d'air. Les conduits d'admission allongés furent retenus pour toutes les séries suivant le Ye-150 sans canons installés. Les tests en soufflerie effectués plus tard sur des modèles avec canons montés démontrèrent que certaines forces déstabilisatrices déviaient les canons, empêchant une visée correcte. Ceci mit ainsi un terme aux développements futurs. Des études seront réalisées avec un canon monté à l'arrière du cockpit pour réduire les contraintes et empêcher la déviation du canon, comme sur le Ye-151-2, mais ceci sans suite.

### Ye-152
Les deux monomoteurs de la série Ye-152 reçurent une version améliorée du moteur R-15-300, mais leur fiabilité restait un problème, limitant le développement en vol, les tests des systèmes d'armes ainsi que les vols pour battre les records du monde. Le manque de fiabilité du moteur, ainsi que l'abandon du projet de système d'armes K-9 / Urugan-5B, précipitèrent la fin du programme Ye-152,. Les ailes delta furent modifiées avec une plus grande surface d'ancrage des missiles pour supporter les K-80 ou les K-9.
Des vols pour battre les records du monde furent effectués avec le Ye-152-1 (premier prototype) en 1961 et 1962, mais enregistrés auprès de la FAI sous la désignation Ye-166.
Le second prototype, le Ye-152-2, retournera à l'usine Mikoyan pour être converti en Ye-152M.

### Ye-152A
D'une grande ressemblance avec le MiG-21, le Ye-152A intègre plusieurs éléments nouveaux :
- un régulateur se présentant sous la forme d'une large bague entourant la partie externe du fuselage et régulant la configuration de l'entrée d'air ;
- le Ye-152A fut le premier MiG à incorporer partiellement une structure interne en nid d'abeille, permettant d'alléger le stabilisateur et les volets de 10 à 18 %.

Cet avion possédait deux réacteurs Toumanski R-11F-300 à postcombustion en lieu et place d'un unique R-15-300, dont la fiabilité était très faible. Les réacteurs étaient montés côte à côte à l'arrière du fuselage modifié en conséquence.
La majorité de la cellule était identique à celle du Ye-152, y compris l'entrée d'air allongée et le fuselage avérés avantageux au cours des essais du Ye-151, variante armée de canons du Ye-150.
Grâce à l'utilisation des moteurs R-11 fiables et pleinement fonctionnels, l'avion fut envoyé au LII (Institut d'Essais en Vol) et prit l'air le 10 juillet 1959 aux mains du pilote d'essais G.K. Mosolov. Les essais durèrent jusqu'au 23 novembre 1959, l'avion accomplissant 55 vols. On procéda 10 fois aux tests de rallumage des moteurs en vol dans une gamme d'altitudes allant de 6000 à 10 500 m. Dans tous les cas, les moteurs repartaient du premier coup au bout de 15 à 25 secondes.
Son armement devait être composé des missiles air-air K-9, faisant partie du système d'armes Ye-152-9-V, contrôlé par le radar de tir TsKB Almaz TsP-1. Toutefois, les essais du système K-9 avec l'Ouragan-5 n'eurent pas lieu.
Le Ye-152A fit encore une démonstration en 1961 à la fête de l'aviation à Touchino, puis servit jusqu'en 1965 comme laboratoire volant afin de tester les équipements et l'avionique du futur Ye-155, qui deviendra le MiG-25. Le 29 novembre 1965, le Ye-152A s'écrasa, entraînant la mort du pilote I.N. Kravtsov.
Le Ye-152A reçu le Code OTAN Flipper après le défilé aérien de 1961 à Touchino. Il reçut également par erreur l'appellation MiG-23.

### Ye-152P
Développement comprenant une version plus fiable du réacteur R-15-300, le système de contrôle d'armes Urugan-5B ainsi que les missiles air-air longue distance K-80.

### Ye-152M

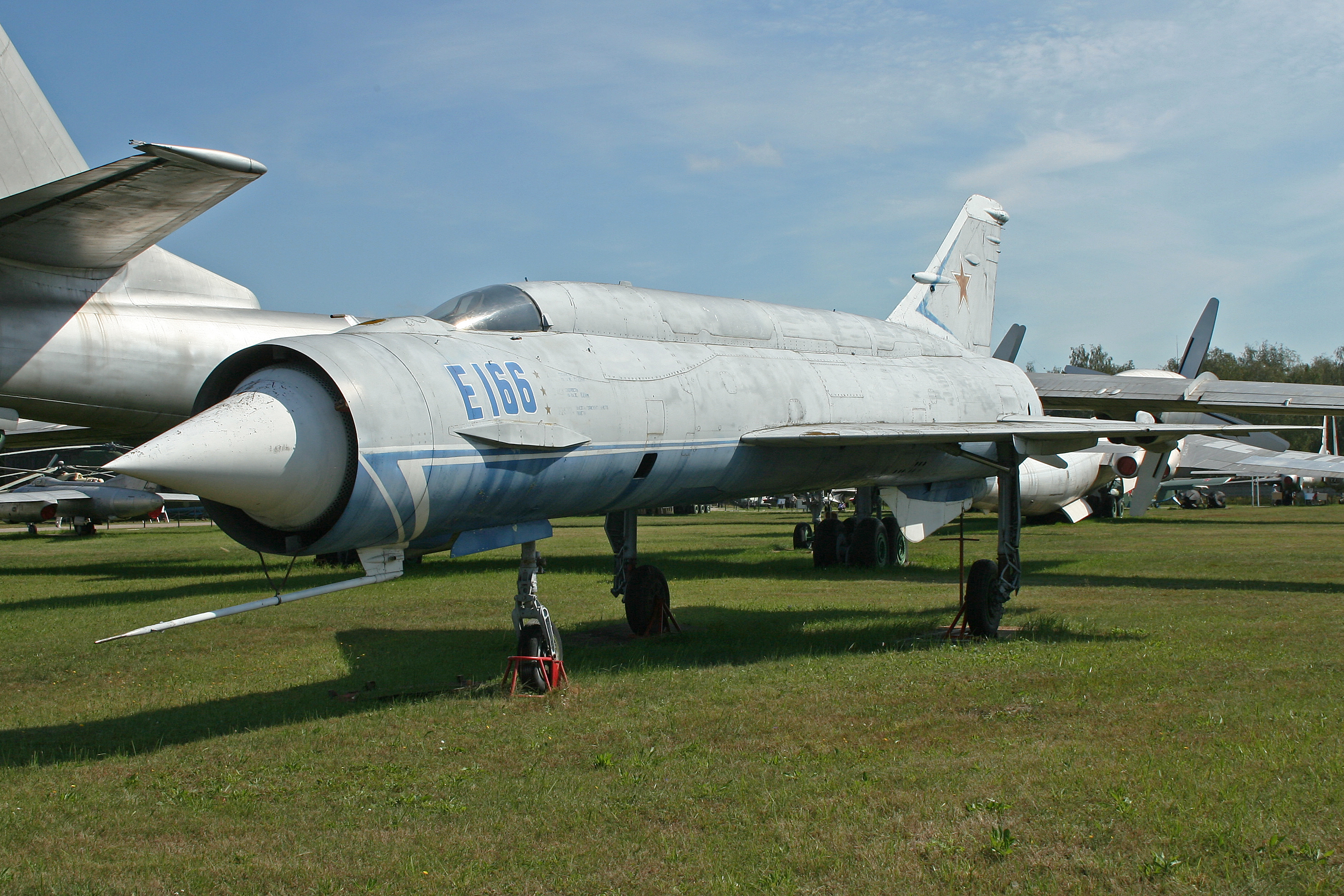
Ye-152M (E-166)

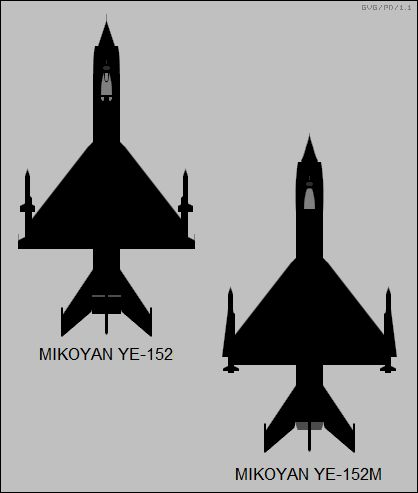
Silhouettes du Ye-152 et du Ye-152M

Le Ye-152-2 retourna à l'usine Mikoyan pour être converti en Ye-152M, muni de petites surfaces canards de chaque côté de la partie avant du fuselage et d'un moteur R-15-300 équipé d'une buse axisymétrique convergente-divergente, permettant de supprimer la bague d'éjection autour de la partie arrière du fuselage. Après le premier vol d'essai, les parties canards seront retirées en laissant les structures de montage. Utilisé pour tester le moteur R-15 et le système d'armes Urugan, le Ye-152M est retiré des essais et conservé au musée central des forces aériennes à Monino avec les marquages du Ye-166 et trois étoiles rouges désignant les records du monde obtenus, en réalité, par le Ye-152-1 non-modifié.

### Ye-166
Désignation fictive du Ye-152-1 utilisée lors de l'enregistrement des records du monde auprès de la Fédération aéronautique internationale (FAI). Cette désignation a été également utilisée avec le Ye-152M lors du meeting de Monino à des fins de désinformation des services de renseignements de l'Ouest.

### MiG-23
Désignation erronée donnée par les services de renseignements de l'Ouest au Ye-152A après la démonstration de Touchino en 1961.

## Référence
- Bill Gunston, The encyclopedia of Russian aircraft 1875-1995, Motorbooks International (USA), édition originale chez Osprey (GB) 1995.  (ISBN 0-7603-0027-5)

- (en) Cet article est partiellement ou en totalité issu de l’article de Wikipédia en anglais intitulé « Mikoyan-Gurevich Ye-150 family » (voir la liste des auteurs).

1. 1 2 3 4 5 6 7 8 9 10 11 12 13 14  Gordon, Yefim. Soviet Heavy Interceptors”. Hinkley, Midland. 2004.  (ISBN 1-85780-191-1)
2. ↑  Williams, Anthony G. & Gustin, Emmanuel. Flying Guns - The Modern Era. London. Crowood Press. 2004.  (ISBN 1-86126-655-3)
3. ↑  "Soviet X-Planes", Yefim Gordon and Bill Gunston, 2000. Page 106.

### Aéronefs comparables
- Mikoyan-Gourevitch I-75 (en)
- Avro Canada CF-105 Arrow

### Ordre de désignation
Ye-150, Ye-151, Ye-152, Ye-152A

### Autres lectures
- Vaclav Nemecek, The History of Soviet Aircraft from 1918, Londres, Willow Books, 1986 (ISBN 0-00-218033-2)
- (en) Gunston, Bill. The Osprey Encyclopaedia of Russian Aircraft 1875–1995. London, Osprey. 1995.  (ISBN 1-85532-405-9)
- (en) Gordon, Yefim. Soviet/Russian Aircraft Weapons. Midland. 2004.  (ISBN 1-85780-188-1)
- (en) Gordon, Yefim. & Gunston, Bill SovietX-Planes”. Hinkley, Midland. 2000.  (ISBN 1-85780-099-0)
- (en) Gordon, Yefim & Komissarov, Dmitry. OKB Mikoyan”. Hinkley, Midland. 2009.  (ISBN 1-85780-307-8)